# Neottiosporina paspali
Neottiosporina paspali är en svampart som först beskrevs av George Francis Atkinson, och fick sitt nu gällande namn av B. Sutton & Alcorn 1974. Neottiosporina paspali ingår i släktet Neottiosporina, divisionen sporsäcksvampar och riket svampar.   Inga underarter finns listade i Catalogue of Life.